# Doreen
Doreen  è un nome proprio di persona inglese femminile.

## Varianti
- Femminili: Dorine[1], Dorean[1]
  - Ipocoristici: Reenie[2]

## Origine e diffusione
È un nome originatosi nel tardo XIX secolo; appare in un romanzo di Edna Lyall del 1894 intitolato proprio Doreen, che potrebbe essere la sua prima occorrenza, e di fatto le sue attestazioni prima dell'uscita del libro sono quasi nulle.
Viene talvolta considerato un nome irlandese (anche il personaggio del romanzo di Lyall era irlandese), ma sostanzialmente si tratta di un'elaborazione del nome Dora, con l'aggiunta del suffisso -een tratto da nomi quali Aileen e Kathleen. A partire dal XX secolo è stato occasionalmente reso in irlandese usando il nome gaelico Doireann.

## Onomastico
Si tratta di un nome adespota, cioè che non ha santa patrona. L'onomastico si può festeggiare il 1º novembre, giorno di Ognissanti.

## Persone
- Doreen Amata, atleta nigeriana
- Doreen Mantle, attrice britannica
- Doreen Tovey, scrittrice britannica
- Doreen Valiente, scrittrice, poetessa e sacerdotessa wiccan britannica
- Doreen Wilber, arciera statunitense